# Joseph Lanza
Joseph Lanza (né le 18 août 1901 à Palerme en Sicile et mort le 11 octobre 1968), était un mafieux, membre de la famille Genovese.
Né en à Palerme en Sicile, il a émigré à New York et est devenu le patron du marché de poissons, le Fulton Fish Market, des années 1940 jusqu'à sa mort en 1968. 
Il était un proche de Lucky Luciano.